# Francisco de Lima, 3.º Visconde de Vila Nova de Cerveira
Dom Francisco de Lima foi um fidalgo português da Casa Real, Alcaide-Mor de Ponte de Lima, pertencente ao Conselho de D. João III de Portugal e capitão da Carreira das Índias.

## História
Dom Francisco de Lima era o filho primogénito do primeiro casamento de seu pai, D. João de Lima com D. Catarina de Ataíde. Sucede a seu pai no título de Visconde de Vila Nova de Cerveira por carta de 7 de abril de 1505 e senhor da sua Casa por carta que lhe foi confirmada a 10 de maio do mesmo ano.
Era irmão de Fernando de Lima, também ele navegador da Carreira da Índias.
Durante a sua infância, como todos os outros nobres, Francisco foi educado nas humanidades, e educado para lutar e pegar em armas.
Foi casado com D. Isabel de Noronha, filha do 2º Conde de Abrantes, e com ela já estava recebido em 17 de Julho de 1502. Teve vários filhos, sendo o seu primogénito João de Lima, que seria depois o 4º Visconde de Vila Nova de Cerveira.
D. Francisco de Lima serviu também, por esta altura, D. Manuel I em Arzila.
Em 1514, entra num pleito com os juízes vereadores e procurador do concelho de Ponte de Lima, o que remete para a sua educação em Direito e o seu conhecimento das leis.
Por esta altura, acredita-se que tenha sido Francisco de Lima a intervir diretamente nas obras da Alcaidaria-Mor de Ponte de Lima (hoje Paço do Marquês) de modo a encerrar o ciclo construtivo, ou quiçá a introduzir alterações significativas ao projecto inicial.
No início de 1528, é designado para capitão da nau Santa Maria de Espinheiro, da Armada de Nuno da Cunha à Índia.
Quase dez anos depois, em 1537, é novamente designado capitão da Carreira das Índias, fazendo parte da armada de Dom Pedro da Silva da Gama.
Em 1547, dez anos depois do seu último comando, é novamente designado para a armada da Índia desse ano, sendo o capitão-mor desta vez. Partiu de Lisboa a 23 de março na nau São Filipe. Esta seria a sua última viagem à Índia.
Três anos depois, a 24 de Dezembro de 1550, falece.